# Hans Hümmeler
Hans Hümmeler (* 1. Januar 1899 in Oberelspe; † 4. März 1966 in Ittenbach; Pseudonym: Hans Sauerland) war ein deutscher Verleger und Autor.

## Leben
Hümmeler war der Sohn des Bergmanns Johann Hümmeler und der Theresia, geborene Nöcker. Ab 1920 studierte er Philosophie an der Universität Bonn. 1929 wurde er Leiter des Schwann-Verlags in Düsseldorf.
Als nach dem Zweiten Weltkrieg der Schwann-Verlag von der jüngeren Generation der Inhaberfamilie übernommen wurde, schied Hümmeler in gegenseitigem Einvernehmen aus dem Verlag aus um sich selbstständig zu machen. Er gründete seinen eigenen Verlag Haus Michaelsberg in Siegburg, wohin die Familie nach Beschlagnahme ihres Düsseldorfer Wohnhauses umgesiedelt war und vertrat als Vorsitzender des rheinisch-westfälischen Buchhändler-Verbandes die Interessen seiner Branche. Den Verlag führte Hümmeler bis zu seinem Tod, danach wurde das Unternehmen aufgelöst.
Hans Hümmeler verfasste zahlreiche, überwiegend religiöse Bücher, sein bekanntestes Werk ist die Sammlung von Lebensbeschreibungen Heiliger, Seliger oder allgemein verehrungswürdiger Personen, Helden und Heilige, die eine kurze Vita für jeden Tag des Jahres enthält. Dieses 1933/34 erstmals erschienene Buch war ein populärer Bestseller und wurde bis in die 1980er Jahre immer wieder neu aufgelegt. Über drei Generationen gehörte das Buch in vielen katholischen Familien zur Hausbibliothek und war ein „klassisches“ Geschenk zu religiösen Anlässen wie etwa Erstkommunion oder Firmung.
Dabei passte Hümmeler die Neuauflagen ebenso wie die in Österreich und der Schweiz erschienenen Ausgaben an, etwa wurde nach dem Zweiten Weltkrieg der teilweise etwas deutschtümelnde Tonfall abgemildert. Zudem tauschte man einige der behandelten Personen durch andere aus. In einer 1939 erschienenen Sonderausgabe hatte man zudem einen späteren katholischen Priester jüdischer Abstammung gegen einen getauften Römer ausgetauscht – offenbar ein Zugeständnis an das Dritte Reich, nachdem Alfred Rosenberg sich negativ über das Buch geäußert hatte.
Zu verschiedenen der in Helden und Heilige behandelten Personen verfasste Hümmeler auch einzelne, umfangreichere Lebensbeschreibungen.

## Schriften (Auswahl)
- Eines Menschen Weg zu Gott. Das Leben Peter Friedhofens. Trier 1951, OCLC 1070379279.
- P. Arnold Janssen. Kaldenkirchen 1957, OCLC 427545854.
- Helden und Heilige. Die Geschichte ihres wahren Lebens. Dargestellt für jeden Tag des Jahres. Kempen-Niederrhein 1983, ISBN 3-87817-023-8.
- Die Glocke von Braunsberg. Leben und Werk der seligen Regina Protmann, Stifterin der Schwestern von der heiligen Katharina V.M. Münster 2000, OCLC 263435406.